# Olax aschersoniana
Olax aschersoniana là một loài thực vật có hoa trong họ Olacaceae. Loài này được Büttner mô tả khoa học đầu tiên năm 1890.